# Садрєєв Данило Марсельович
Данило Марсельович Садрєєв (рос. Данил Марселевич Садреев, 7 травня 2003) — російський стрибун з трампліна, срібний призер Олімпійських ігор 2022 року.

## Олімпійські ігри
| Рік  | Місто        | НТ | ВТ | КВТ | ЗК |
| ---- | ------------ | -- | -- | --- | -- |
| 2022 | Пекін, Китай | 8  |    |     | 2  |